# 소청
소청은 징계처분 기타 그의 의사에 반하는 불이익한 처분을 받은 공무원이 그 처분에 불복이 있는 경우에 관할 소청심사위원회에 심사를 청구하는 특별법상의 행정심판이다. 소청의 대상은 징계처분 기타 본인의 의사에 반하는 불리한 처분이나 부작위이다.

## 같이 보기
- 소청심사위원회